# 秦刚
秦刚（1966年3月19日—），河北怀来人，生于天津，中国共产党、中华人民共和国外交官及政治人物，原副国级领导人。毕业于国际关系学院国际政治系，曾任中国共产党第二十届中央委员（任内辞职）、外交部发言人、驻英国大使馆公使、新闻司司长、礼宾司司长、外交部部长助理、副部长、驻美国大使、外交部党委副书记、外交部部长、国务委员等职务。

## 早年
秦刚于1984年进入国际关系学院国际政治系学习，1988年毕业。

## 公職生涯
毕业同年，秦刚被分配到北京外交人员服务局担任中文秘书。1992年，进入中华人民共和国外交部，历任西欧司随员、三秘，驻英国大使馆三秘、二秘，西欧司二秘、副处长、处长，驻英国大使馆参赞。
2005年1月，接替章启月出任外交部新闻司副司长、外交部发言人；并在4月5日下午，首次主持例行记者会。部分学者认为“竄訪”一詞由秦剛在此任上首次提出。
2010年9月，任中国驻英国大使馆公使。
2011年12月，任外交部新聞司司長、外交部發言人。
2015年1月2日，任外交部礼宾司司长。2017年4月，任外交部主管拉美地区事务和新闻、礼宾工作的部长助理，并继续兼礼宾司司长。
2018年9月，升任外交部副部长，分管拉美地区事务和新闻、礼宾工作。
2019年，不再負責拉美地區事務，改負責由原副部長王超負責的歐洲地區事務。仍然負責新闻、礼宾工作。
2021年4月《华尔街日报》称秦刚将被任命为新一任驻美大使。7月28日，秦刚赴美履新，担任第11任中国驻美大使。
2022年10月，秦刚在中共二十大上当选第二十届中央委员。

### 外交部长
2022年12月30日，根据第十三届全国人民代表大会常务委员会第三十八次会议的决定，秦刚被任命为外交部部长即時生效。秦剛提前接替晉升中共中央政治局委員、中央外事工作委员会办公室主任的王毅成為新任中國外交部長，台湾中央通訊社认为，他並沒有循往例於2023年3月召開的新一屆全國人大會議接受任命。2023年1月2日，秦刚奉调回国，1月5日被正式免去驻美大使职务。
2023年1月15日，秦刚在天津市当选第十四届全国人民代表大会代表。同年3月12日，56岁的秦刚当选为国务委员，晋升副国级，成为当时最年轻的党和国家领导人。

### 免职
2023年6月25日之後，秦刚长时间未公開露面，缺席多个重要外交活动，引发外界猜测。
2023年7月11日，時任中华人民共和国外交部發言人汪文斌在例行记者会上答记者问时宣布，秦剛因健康原因將不會出席在印尼雅加達舉行的東亞系列外長會議，由中共中央外事辦主任王毅代為出席。
同期，外界开始猜测，秦刚可能是同凤凰卫视「风云对话」节目时任主持人傅晓田有婚外情，并于2022年11月在美生子，主要依据包括一个似属于傅晓田的Instagram账户中的内容。
2023年7月24日，中共中央政治局召开会议；当日下午，全国人大常委会委员长会议开会决定，在次日临时召集一次人大常委会会议，审议有关任免案。7月25日，第十四届全国人大常委会第四次会议，决定免去秦刚兼任的外交部长职务，由前任外交部长、现任中共中央政治局委员、中央外事工作委员会办公室主任王毅再度担任。秦刚的外长任期不满七个月，为中华人民共和国外交部历史上任期最短的部长。这一变动被认为极不寻常。
2023年9月，《华尔街日报》援引消息人士报道，关于秦刚“生活作风问题”的通报已在8月传达至省部级。通报内容说，秦刚有婚外情，并在美生子，但没有提及女方和孩子的姓名。消息人士说，秦刚仍在配合调查，主要关于他的婚外情或其他职务行为是否可能曾危害国家安全。英国金融时报采访傅晓田的好友报道说，秦刚与傅晓田两人2010年左右在伦敦相识，2022年通过在美国的代理孕母产下一子，2023年6月以后就再联系不上她。
2023年10月24日，十四届全国人大常委会第六次会议决定，免去秦刚的国务委员职务。
2024年2月22日，第十八届天津市人大常委会第八次会议决定接受秦刚辞任全国人大代表，缘由是「因个人原因，本人提出辞去代表职务」。2月27日，全国人大常委会对外公布，秦刚的代表资格终止。
自2023年7月25日秦刚被免职以来至今（2025年5月17日），外交部网站历任部长名单中没有登载秦刚。外交部发言人汪文斌没有正面回应记者对此的质询。
2024年7月18日，根据中共二十届三中全会公报，全会接受秦刚的辞职申请，免去其中央委员会委员职务。其中公告中仍旧保留了对秦刚“同志”的称呼；此外，有分析认为，秦刚被允许主动请辞可能意味着他不会被追究刑事责任。
据《华盛顿邮报》援引美国前任官员的说法，秦刚已在2024年春名义上被安排到外交部下属的世界知识出版社工作，任低级职务，但该出版社工作人员在记者采访时均表示不知情。此后《明报》援引北京消息人士说法，称上述出版社只是有一名与秦刚同名同姓的工作人员。
自由亚洲电台「夜话中南海」的主持人高新认为，秦刚大概率已按正部长待遇提前退休，并被安排到北京之外某地。

## 评价
秦刚在过去被认为是一个强硬的外交官：在2006年至2014年任外交部发言人期间，他是“战狼外交”风格的最早实施者之一；2021年9月10日，据美国保守派时政杂志《国家评论》报道，秦刚在一场致力促进中美双边合作与理解的Zoom非公开会议上批评了美国政府对华政策，警告不应该使用会造成灾难性后果的冷战剧本，称“如果我们无法解决我们的分歧，请闭嘴”。媒体公开了该私人会议，称在场与会人士感到了震惊。但他也表现出了与美国合作的意愿，并于2021年7月在以大使身份抵达华盛顿时宣称两国关系拥有“巨大的机遇和潜力”。人们认为，他在近年来与战狼外交风格保持了距离。
秦刚于2022年12月底由驻美大使升任外交部长，担任外长之位仅不到三个月，便位居党和国家领导人行列，有关晋升速度被指在中国政坛非常罕见，CNN有分析认为这与中共中央总书记习近平的提拔有关。
芝加哥大学政治学教授杨大利表示，当局允许秦刚自行请辞全国人大代表一职表明，无论他可能涉及到什么错误，都或许不会“上升到被视为犯罪的程度”。“因此，他不会锒铛入狱，而且很可能被允许保留中共党员身份。根据他违规的具体情况，他甚至可能在被降职后被赋予一些角色。”

## 個人生活
已婚，夫人林彦，二人育有一子。